# NGC 1380
NGC 1380 este o galaxie lenticulară situată în constelația Cuptorul. A fost descoperită în 2 septembrie 1826 de către James Dunlop. Se află la o distanță de 18,62 megaparseci de Pământ.